# Det finns ljus och glädje
Det finns ljus och glädje är en psalm med text och musik av Andrew L. Skoog.

## Publicerad i
- Segertoner 1988 som nr 420 under rubriken "Den kristna gemenskapen - Vittnesbörd - tjänst - mission".[1]